# Мароти, Йожеф
Йожеф Мароти (венг. Maróthy József, 15 октября 1887 — 20 октября 1955) — венгерский борец греко-римского стиля, призёр чемпионатов Европы.

## Биография
Родился в 1887 году в Сегеде. В 1908 году принял участие в Олимпийских играх в Лондоне, но не завоевал наград. В 1911 году стал серебряным призёром официального чемпионата Европы. В 1913 году завоевал бронзовую медаль неофициального чемпионата Европы.